# Thrace (langue)
Cet article concerne la langues thrace. Pour le peuple thrace, voir Thraces.
Le thrace était une langue indo-européenne autrefois parlée dans le sud-est de l'Europe par les Thraces, voisins au nord des anciens Grecs. Cette langue balkanique, pour laquelle on dispose de très peu de sources écrites, s'est éteinte au Haut Moyen Âge. La plupart des Thraces ont fini par être hellénisés ou romanisés, quelques-uns d'entre eux ayant survécu en tant que tels dans des régions reculées jusqu'au VIe siècle av. J.-C.

## Distribution géographique

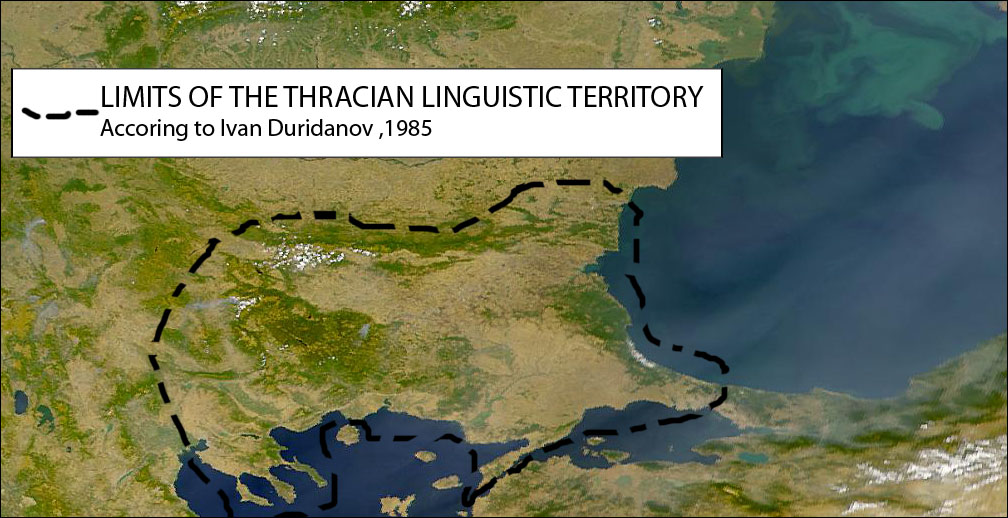
Limites de la zone linguistique thrace méridionale selon Ivan Douridanov, 1985

Si l'on exclut le dace (au motif qu'il s'agissait, soit d'une langue thrace distincte, soit, comme le conjecturent certains linguistes, d'une branche distincte de l'indo-européen), le thrace était parlé dans ce qui est aujourd'hui la moitié sud de la Bulgarie,, la partie orientale de la Macédoine du Nord actuelle, le nord de la Grèce, la partie européenne de la Turquie et dans certaines régions de la Bithynie (nord-ouest de la Turquie d'Asie).
Les paléolinguistes considèrent en général que la Serbie orientale était une zone linguistique daco-mésienne. Le mésien, selon le linguiste bulgare Vladimir Gueorguiev notamment, appartiendrait au groupe dace.

## Vestiges linguistiques
On sait très peu de choses du thrace, étant donné qu'aucune inscription de plus de quelques mots n'a été déchiffrée de façon satisfaisante à ce jour, et que même les traductions les plus fiables proposées pour des phrases brèves ne sont pas forcément rigoureusement exactes. Certaines parmi les inscriptions les plus longues pourraient être effectivement d'origine thrace, sans toutefois constituer non pas de véritables phrases en langue thrace, mais plutôt des accumulations de noms ou de formules magiques.
Un nombre suffisamment important de termes a cependant survécu pour démontrer que le thrace appartenait à la famille des langues indo-européennes et au groupe des langues satem à l'époque où il est attesté.
Outre les inscriptions mentionnées ci-après, le thrace est attesté par des anthroponymes, des toponymes (lieux habités, noms de montagnes, de cours d'eau, de lacs etc.), des noms de plantes, de divinités, et par quelques termes mentionnés dans des textes grecs anciens comme spécifiquement thraces.

## Inscriptions
Seules quatre inscriptions thraces significatives ont été retrouvées à ce jour. L'une figure sur une bague en or trouvée en 1912 à Ezerovo, en Bulgarie, et datée du Ve siècle av. J.-C. Gravée en caractères grecs, elle se lit :
- ΡΟΛΙΣΤΕΝΕΑΣ / ΝΕΡΕΝΕΑ / ΤΙΛΤΕΑΝ / ΗΣΚΟ / ΑΡΑ / ΖΕΑ / ΔΟΜΕΑΝ / ΤΙΛΕΖΥΠΤΑ / ΜΙΗ / ΕΡΑ / ΖΗΛΤΑ
- rolisteneas / nerenea / tiltean / ēsko  /aras / zea / domean / tilezupta / miē / era / zēlta

Selon Dimităr Dečev, elle signifierait : « Je suis Rolisteneas, descendant de Nereneas. Tilezupta, une femme arazienne, m'a rendu à la terre. » Toutefois, d'autres traductions ont été proposées, notamment par V. Gueorguiev.
Une seconde inscription a été trouvée en 1965 près du village de Kiolmen, dans le district de Preslav, et est datée du VIe siècle av. J.-C. Elle comporte 56 lettres en alphabet grec, et représente probablement une inscription funéraire similaire aux inscriptions phrygiennes :
- ΕΒΑΡ. ΖΕΣΑΣΝ ΗΝΕΤΕΣΑ ΙΓΕΚ. Α / ΝΒΛΑΒΑΗΓΝ / ΝΥΑΣΝΛΕΤΕΔΝΥΕΔΝΕΙΝΔΑΚΑΤΡ. Σ
- ebar. zesasn ēnetesa igek. a / nblabaēgn / nuasnletednuedneindakatr. s

Une troisième inscription, figurant elle aussi sur une bague, a été trouvée à Duvanli, dans le district de Plovdiv, à côté de la main gauche d'un squelette et remonte au Ve siècle av. J.-C. La bague porte l'effigie d'un cavalier, entourée par l'inscription, qui n'est que partiellement lisible (16 lettres sur 21) :
- ΗΥΖΙΗ.....ΔΕΛΕ / ΜΕΖΗΝΑΙ
- ēuziē.....dele / mezēnai

Elle semblerait invoquer la protection d'un « cavalier Eusie ».
Ce sont les plus longues inscriptions qui sont parvenues jusqu'à nous. Les autres sont constituées essentiellement de mots isolés ou de noms propres sur des récipients et autres objets.

## Classification du thrace

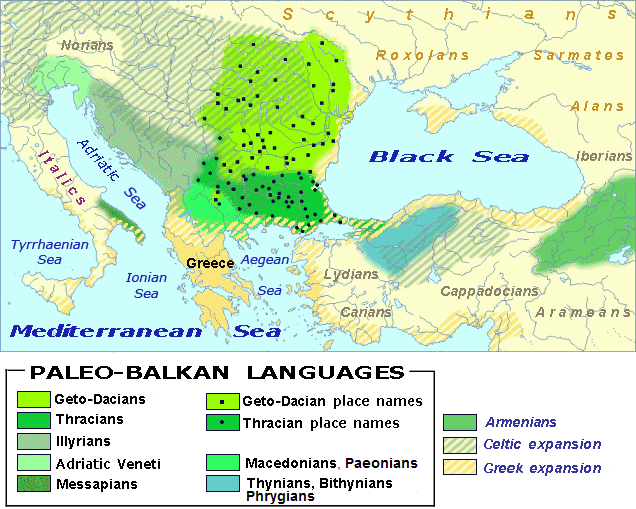
Langues paléo-balkaniques en Europe orientale entre le

La langue thrace est généralement considérée par les linguistes, soit comme une branche spécifique, soit comme l'un des rameaux, de la branche thraco-dace de l'indo-européen. Elle était autrefois souvent regroupée avec les langues illyriennes ou phrygiennes.
L'hypothèse d'une parenté phrygienne est abandonnée de nos jours. L'hypothèse thraco-illyrienne, également discutée, resterait toutefois d'actualité[réf. nécessaire], mais c'est l'hypothèse daco-thrace qui semble aujourd'hui la plus probable[réf. nécessaire].
Le daco-thrace (ou thraco-dace) a lui-même fait l'objet d'hypothèses, en tant que branche de l'indo-européen à rapprocher, soit de l'albanais[réf. nécessaire], soit du balte[réf. nécessaire], soit encore du gréco-macédonien[réf. nécessaire], mais aucune preuve définitive à l'appui de l'une ou l'autre de ces théories n'existe à ce jour. Le thrace reste donc considéré, soit comme une branche à part entière de l'indo-européen (indo-iranien), soit comme un rameau du daco-thrace.